# کهیند وایلی
کهیند وایلی (به انگلیسی: Kehinde Wiley) (زاده ۱۹۷۷) یکی از هنرمندان پیشرو آمریکایی آفریقاییاست که آثارش بر غیبت سیاهان در نقاشی‌ها و مجسمه‌های هنر غربی تأکید دارد. او در تلاش است تا در آثارش این عدم توازن تبعیض‌آمیز را اصلاح کند. او به کشیدن پرتره‌های بزرگ از سیاهپوستان امریکا شهرت دارد. بدین صورت که پرتره‌های مشهور در تاریخ را بازآفرینی می‌کند اما بجای شخص معروف تابلو، مردان سیاهپوست را در لباسی امروزی نقاشی می‌کند تا بدین نحو، آن‌ها را در آنچه خودش «دایره قدرت» می خواند قرار دهد.

سنین جوانی و تحصیل
وایلی در لس آنجلس ، کالیفرنیا متولد شد. پدرش ، ایسایا دی اوبوت  یوروبا ، اهل نیجریه و مادرش فردی مای ویلی ، آفریقایی آمریکایی است. وایلی یک برادر دوقلو دارد. هنگامی که ویلی کودک بود ، مادرش می خواست او و برادرش در خیابان ها نمانند و بنابراین او از علاقه آنها به هنر حمایت کرد و آنها را در کلاس های هنر بعد از مدرسه ثبت نام کرد. در سن 11 سالگی ، وایلی و برادرش به همراه 48 کودک دیگر انتخاب شدند تا مدت کوتاهی را در هنرستان هنر در روسیه ، درست خارج از سن پترزبورگ سپری کنند. در اینجا بود که وایلی علاقه اش به پرتره را پیدا کرد. وایلی خاطرنشان کرد که برادرش در عکاسی بهتر از خودش بود و این باعث ایجاد حس رقابت بین آنها شد. خواهران و برادران برای دیدن اینکه چه کسی می تواند واقع بینانه ترین تصاویر را بازسازی کند ، رقابت می کنند.  وی با کلاسهای دیگر در ایالات متحده به تحصیل در هنر ادامه داد.
این دوقلوها توسط مادرشان بزرگ شدند. هنگامی که پدرشان ، که به عنوان دانشجوی بورسیه به آمریکا آمده بود ، تحصیلات خود را تمام کرد ، او به نیجریه بازگشت و فردی را ترک کرد تا شش فرزند این زوج را تربیت کند. وایلی گفته است که خانواده وی از طریق چک های رفاهی و درآمد محدودی که از طریق "فروشگاه اقتصادی" مادرش بدست آمده بود - که متشکل از یک تکه پیاده رو در خارج از خانه آنها بود ، زنده مانده اند.  وایلی در 20 سالگی به نیجریه سفر کرد تا با پدرش ملاقات کند و ریشه های خانواده اش را در آنجا جستجو کند.  ویلی در سال 1999 BFA خود را از انستیتوی هنر سانفرانسیسکو و وزارت امور خارجه خود را از دانشگاه ییل ، دانشکده هنر در سال 2001 به دست آورد ؛  قبل از اینکه در موزه استودیو در هارلم به عنوان یک هنرمند شناخته شود ،  اظهار داشت: "وی را به هنرمندی تبدیل كرد كه امروز است.".  جفری دیچ ، یك فروشنده و متصدی هنر ، اولین نمایش انفرادی ویلی (گذراندن / ژست گرفتن) را در گالری هافمن در شیكاگو در سال 2005 به نمایش گذاشت.  10 سال بعد دایچ نماینده او شد.

فعالیت های هنری
تصویرسازی از استادان قدیمی با شخصیتهای سیاه
وایلی اغلب به نقاشی های استادان قدیمی برای ژست یک چهره اشاره می کند.  نقاشی های ویلی اغلب مرزهای بین نمایش سنتی و معاصر را محو می کند. ارقام خود را به حالت واقع گرایانه ارائه می دهد - ضمن اشاره به نقاشی های خاص استاد قدیمی - وایلی تلفیقی از سبک ها و تأثیرات دوره را ایجاد می کند ، از روکوکو فرانسه ، معماری اسلامی و طراحی منسوجات آفریقای غربی ، گرفته تا هیپ هاپ شهری و "فوم دریا" سبز "نمونه رنگی Martha Stewart Interiors. وایلی چهره های خود را کمی بزرگتر از اندازه واقعی به صورت قهرمانانه به تصویر می کشد و به آنها ژست هایی می دهد که به معنای قدرت و بیداری معنوی است. تصویر وایلی از مردانگی از طریق این موضوعات قدرت و معنویت فیلتر می شود.
وایلی در تعدادی از نقاشی های خود شخصیت های سیاه را وارد نقاشی های استادان قدیمی می کند. در سال 2007 وی در همان اوایل قرن نوزدهم "شارژر شارژ" ساخته تئودور گریکو با یک مرد سیاه پوست جوان با لباس خیابانی غیر رسمی به عنوان هوسار شمشیرزنی در نقاشی افسر هوسارها دوباره تصویر کرد. 
به همین ترتیب ، ناپلئون رهبری ارتش بر فراز آلپ (2005) بر اساس  عبور ناپلئون از آلپ (1800) توسط ژاک لوئیس داوید است که اغلب  آنرا "شاهکار" می دانند. وایلی آن را با یک سوار آفریقایی که خستگی های مدرن ارتش و یک باند را بر تن کرده بود ، از نو درست کرد. وایلی "درک سیاهی را بررسی می کند و یک المپ ترکیبی معاصر را ایجاد می کند که در آن سنت با اعتبار خیابانی جدید سرمایه گذاری می شود". وایلی در حین خلق اثر سعی کرد از اسب های واقعی برای مدل سازی استفاده کند و دریافت که نسبت بین انسان و اسب در کار اصلی غیرواقعی است. 
هدف از هنر در زمان داوید تبلیغات بود. اگرچه به نظر طبیعی گرایانه است ، اما هر دو در عکسهای وایلی و داوید از سوارکارانی استفاده می کنند که متناسب با عصای آنها نیستند ، زیرا "مردان در اسبهای واقعی بسیار کوچکتر به نظر می رسند." وایلی ادعا می کند همزمان به سمت توهم مورد استفاده در نقاشی های استادان قدیمی کشیده می شود در حالی که می خواهد آنها را افشا کند: "من تصور می کنم جذابیت این است که ، در جهانی بسیار غیرقابل انعطاف و غیر قابل شناخت ، توهم یا روکش منطقی ، از نظم - این مردان نیرومند ، این قدرت دهنده های قدرتمند حقیقت هستند. و بنابراین این کاری که من می کنم به معنای عجیبی است که به سمت آن شعله کشیده شده و می خواهم یک باره آن را منفجر کنم.
پرتره های او بر اساس عکس مردان جوانی است که وایلی در خیابان می بیند. او مردانی را از خیابان 125 هارلم و همچنین محله South Central Los Angeles محل تولد او نقاشی کرده است. با لباس خیابانی ، از مدلهای وی خواسته شد که از نقاشی های استادان دوره رنسانس مانند تیزانو وچلیو و جیووانی باتیستا تیپولو ژست بگیرند. ویلی رویکرد خود را اینگونه توصیف می کند: "بازجویی از مفهوم استاد نقاش ، بلافاصله انتقادی و همدستی". نقاشی های مجازی او "منابع تاریخی را نقل می کنند و مردان سیاه پوست را در آن زمینه قدرت قرار می دهند". به این ترتیب ، نقاشی های او به شکلی منحصر به فرد و معاصر تاریخ و سبک را تلفیق می کند. شرح داده شده است که هنر وی دارای ویژگیهای همجنس گرایانه است.  وایلی از نقش اسپرم به عنوان نمادی از مردانگی و جنسیت استفاده کرده است.
این تصور مجدد در قطعه سفارش یافته Wiley VH1 نیز مشاهده شد ، جایی که از او خواسته شد تا مفاخر برنامه افتخارات Hip Hop 2005 را نقاشی کند. وایلی رپ Ice T را به عنوان ناپلئون و Grandmaster Flash و Furious Five a به عنوان شرکت نگهبان مدنی هلند از قرن هفدهم به تصویر کشید.
گاهی ویلی جنسیت چهره های به تصویر کشیده شده در آثار قدیمی را تغییر می دهد. در پرتره یک زوج از سال 2012 ، او یک زن و شوهر (زن و مرد) را که در نقاشی اصلی سال 1610 به تصویر کشیده شده است جایگزین یک جفت مرد جوان می کند.  در همان سال ، وی دو تغییر را در داستان كتاب مقدس سربریدن جودیت هولوفرنس به نمایش گذاشت كه توسط كاراواجیو نقاشی شده است ، و جایگزین هولوفرنس نر با چهره های زنانه شد. مجله نیویورک یکی از این موارد را چنین توصیف کرد که "یک زن سیاه و سفید ظریف و بلند با لباس بلند آبی رنگ است. از یک طرف او چاقویی را در دست دارد. در دست دیگر ، یک سر زن سبزه که کاملاً بریده شده است". وایلی درباره این اثر گفت: "این به نوعی بازی در مورد" kill whitey "است.  همچنین شامل یک زن سیاه پوست امروزی به عنوان جودیت و یک زن سفیدپوست به عنوان هولوفرنس است ، که انتظارات بیننده را از این نقوش آشنا به چالش می کشد ، قرائت های سیاسی را دعوت می کند ، و "تصویر خشن از تاریخ هنر خم می کند - که با آنها موج می زند [...] - به نیازهای کشوری که زیرساخت های خشونت آمیز حتی خیرخواهانه ترین سنت های خود را بررسی می کند.  والتر رابینسون منتقد هنری اظهار داشت که این تصور دوباره داستان جودیت / هولوفرنس است "پیشنهاد می کند ، با بی رحمی شوخی ، جودیث ترجیح می دهد که با استانداردهای زیبایی سفید انجام شود." 
برخی از مفسران محافظه کار از انتخاب ویلی برای این کمیسیون انتقاد کردند زیرا وی پیش از این دو نوع نقاشی از جودیت سربریدن هولوفرنس تولید کرده بود ، که در آن وی زنان آفریقایی-آمریکایی را نشان می دهد که سرهای بریده زنان سفید را در دست دارند.

صحنه جهانی
گرچه پرتره های وایلی در ابتدا بر اساس عکسهای مردان جوان از خیابان های هارلم ساخته شده بود ،اما بعدها وایلی شروع به گسترش بین المللی کرد ، از جمله مدل های یافت شده در پس زمینه های شهری از سراسر جهان - از جمله بمبئی ، سنگال ، داکار و ریودوژانیرو. این بدن عظیم جهان به عنوان "صحنه جهانی" شناخته شد. مدل ها لباس روزمره خود را می پوشند و از آنها خواسته می شود ژست های موجود در آثار هنری مربوط به تاریخ محل زندگی خود را تصور کنند. این کنار هم قرار دادن "قدیم" است که توسط "جدید" به ارث رسیده است - که اغلب هیچ وراثت بصری ندارند که بتوانند از آن صحبت کنند. " وایلی می گوید این مکالمه ای را روشن می کند که به همان اندازه عاطفی و احساسی است.
وایلی کشورهایی را انتخاب می کند که به اعتقاد او در قرن بیست و یکم در "بلوک گفتگو" قرار دارند تا بخشی از صحنه جهانی باشند. وایلی برزیل ، نیجریه ، هند و چین را انتخاب کرد زیرا همه آنها "نقاط اضطراب و کنجکاوی و تولید" برای جهانیان هستند. همانطور که وایلی به دور دنیا سفر کرده است ، متوجه شده است که بسیاری از مردم در سراسر جهان با فرهنگ آمریکایی با اصطلاح آمریکایی سیاه ارتباط برقرار می کنند. همانطور که او همچنان به نقاشی مدل ها از خیابان های سراسر جهان ادامه می دهد ، بیشتر آنها را نه براساس نقاشی غربی ، بلکه هنر این کشورها که دارای ثروت تاریخی هستند ، نقاشی می کند.

پرتره پرزیدنت باراک اوباما 
در اکتبر 2017 ، اعلام شد که وایلی توسط باراک اوباما برای نقاشی یک تصویر رسمی از رئیس جمهور سابق انتخاب شده است تا در نمایشگاه ملی "رئیس جمهور آمریکا" در گالری پرتره ملی اسمیتسونیان همراه با امی شرالد که توسط میشل اوباما برای پرتره بانوی اول در همان روز انتخاب شد . آنها اولین هنرمندان سیاه پوستی بودند که به ترتیب پرتره رئیس جمهور آمریکا و پرتره بانوی اول را نقاشی کردند. این پرتره بیش از دو سال از اولین مکالمه در مورد کمیسیون تا رونمایی که در 12 فوریه 2018 در گالری پرتره ملی اسمیتسونیان برگزار شد (جایی که پرتره های رئیس جمهور گذشته در خارج از کاخ سفید به نمایش گذاشته شده بود) طول کشید.  این نقاشی در استودیوی هنرمندان در چین اجرا شد.  در مقایسه با پرتره های ریاست جمهوری گذشته ، که موضوعات آنها را در نمایشی واقع بینانه تر از یک دفتر به عنوان زمینه ای برای نشان دادن اقتدار خود نشان می دهد ،  وایلی اوباما را که به طور عادی روی صندلی عتیقه نشسته بود به تصویر می کشد ، به ظاهر در میان شاخ و برگ ها شناور است. هر گل به مکانی اشاره دارد که نمایانگر رویدادی است که در زندگی اوباما اتفاق افتاده است ، مانند گل داودی ، گل رسمی شهر شیکاگو (جایی که وی به عنوان سناتور انتخاب شد) ، نیلوفرهای آفریقایی ، نماینده کنیا برای احترام گذاشتن به پدر اوباما ، که در کودکی درگذشت و یاسمن ، نمایانگر دوران کودکی اوباما در هاوایی با پدربزرگ و مادربزرگش.  الهام بخش ژست اوباما از جلسه عکاسی برای بدست آوردن عکسهایی از اوباما برای استفاده در پرتره بود. 

President Barack Obama by Kehinde Wiley (painting)

وایلی لحظه ای از آرامش را در میان عکسها به یاد آورد که اوباما اساساً همانطور که در تصویر به تصویر کشیده شده بود ، ژستی که هنرمند احساس می کرد برای اوباما اصیل است. در هنگام رونمایی از پرتره اوباما ، وایلی در مصاحبه ای اظهار داشت كه اوباما "نمایندگی بسیار آرام و مردانه" را می خواست و وایلی این تصویر را از طریق جزئیات كوچك ایجاد كرد: یقه باز ، نبود كراوات و تصور اینکه بدن رئیس جمهور به جای اینکه دور از ذهن باشد ، از نظر جسمی به سمت بیننده در حرکت است.
وایلی اشاره کرد که اوباما و پیش زمینه گیاهان در حال جنگ هستند ، "چه کسی ستاره نمایش می شود ، داستان یا مردی که در آن داستان زندگی می کند؟" ، که ویلی می خواهد نشان دهد که اوباما کسی است که کانون توجه پرتره است و نه فقط داستان و تجربیات او که به زندگی او کمک می کند. پرزیدنت اوباما در کارهای ویلی مشاهده کرد که او قادر است یک فرد معمولی را به عنوان پادشاهی به نظر برساند و سپس آن را بالا ببرد تا آنها به عنوان بخشی از زندگی آمریکایی ها تعلق بگیرند ، زیرا اوباما معتقد بود که سیاست باید در مورد کشور باشد که از پایین گسترش می یابد و نه برعکس. وایلی همچنین در رونمایی از پرتره اوباما اشاره کرد که او به موزه های لس آنجلس رفته و متوجه شده است که آثار هنری زیادی وجود ندارد که آفریقایی آمریکایی ها را به نمایش بگذارد و او می خواهد آن را تغییر دهد. وی ابراز امیدواری کرد که روزی آثار هنری ایجاد شده بتواند الهام بخش نسل های آینده آفریقایی آمریکایی باشد که به دیوار موزه نگاه می کنند و کسی را می بینند که مانند آنها در موزه به نمایش گذاشته می شود ، به ویژه پرتره اولین رئیس جمهور سیاه پوستان آمریکا. پس از رونمایی از پرتره وایلی از رئیس جمهور و پرتره امی شرالد از بانوی اول ، موزه ملی اسمیتسونیان شاهد افزایش بازدیدکنندگان از 1.1 به 2.1 میلیون نفر بود.

دیگر آثار
ویلی در سال 2016 در موزه هنر سیاتل  در ماه مه 2017 ،  نمایشگاهی گذشته نگر به نام Trickster در گالری شان کلی ، شهر نیویورک داشت. در این نمایشگاه 11 نقاشی به تصویر کشیده شده بود که هنرمندان سیاه پوست معاصر را به تصویر می کشید. 

وایلی در سال 2006 استودیویی را در پکن چین افتتاح کرد تا از چندین مددکار برای انجام نقاشی های خود استفاده کند.  در ابتدا ، کار برون سپاری به چین برای کاهش هزینه ها انجام شده بود اما تا سال 2012 ، ویلی به مجله نیویورک گفت که هزینه های پایین دیگر دلیل این امر نیست. مدت هاست که منتقدان در مورد نقاشی نقاشی های وایلی توسط خود ویلی تعجب می کنند. وقتی این سوال پرسیده شد که آیا شخصی می تواند برای تماشای نقاشی او از استودیوی وی در چین بازدید کند ، این هنرمند قبول نکرد. استودیوی پکن وایلی توسط Ain Cocke مدیریت می شود که نزدیک به یک دهه برای او کار کرده است ، ابتدا به عنوان دستیار نقاشی و اکنون به عنوان مدیر. او یک نقاش برجسته است ، هرچند از نظر تجاری بسیار کمتر موفق است. 
در سال 2021 ، کار وایلی Go به عنوان محل دائمی برگزاری مسابقه در ایستگاه  پن در شهر نیویورک تبدیل شد. این کار با شیشه های رنگ آمیزی رقصنده های سیاه شکستگی را در پس زمینه آسمان و ابرها به تصویر می کشد. این قطعه از نقاشی های دیواری سقفی قرن هجدهم میلادی جیووانی باتیستا تیپولو الهام گرفته شده است. این کار اولین نصب دائمی و اختصاصی سایت وی در محیط شیشه است.

جوایز و افتخارات
در اکتبر 2011 ، وایلی جایزه بهترین هنرمند سال را از انجمن معلمان هنری شهر نیویورک / فدراسیون متحد معلمان دریافت کرد. وی همچنین جایزه بهترین هنرمند سال مجله Canteen را دریافت کرد. دو نقاشی وایلی در اوایل سال 2011 به عنوان همکاری با صندوق تولید هنر در بالای 500 کابین تاکسی شهر نیویورک به نمایش درآمد.
وایلی در یک تبلیغ تجاری در ایالات متحده آمریکا به عنوان یک شخصیت افتخاری 2010 معرفی شده است. 
Puma AG به ویلی ماموریت داد تا چهار پرتره از بازیکنان برجسته فوتبال آفریقا را نقاشی کند. الگوهای نقاشی او در تجهیزات ورزشی پوما گنجانیده شد.  مجموعه کامل ، افسانه های وحدت: جام جهانی 2010 ، در اوایل سال 2010 در Deitch Projects در شهر نیویورک به نمایش گذاشته شد.
کارهای او در گالری پرتره ملی به عنوان بخشی از نمایشگاه Recognize در سال 2008 به نمایش گذاشته شد.  Kehinde Wiley: A New Republic ، یک نگاه گذشته نگر در موزه هنرهای زیبا در ویرجینیا (ریچموند ، VA) ، در تابستان 2016 (11 ژوئن - 5 سپتامبر) بود. در آن نزدیک به 60 نقاشی و مجسمه وی به نمایش درآمد.
زندگی شخصی
وایلی زندگی شخصی خود را خصوصی نگه داشته اما تأیید می کند که خود را به عنوان یک مرد همجنسگرا معرفی می کند. ویلی با اشاره به روابط جنسی خود گفت: "روابط جنسی من سیاه و سفید نیست. من یک مرد همجنسگرا هستم که رانندگی کرده ام.  من عاشقانه های بسیار خوبی با زنان داشته ام ، اما آنها پایدار نبودند.  من همیشه با اشتیاق به مردان نگاه می کردم. 
او بین سالهای 2014 و 2018 ، Black Rock Senegal را در یوف ایجاد کرد ، اقامتگاه هنرمندان که توسط معمار سنگالی ، ابیب دژن طراحی شده است.

لیست آثار
نمایشگاه های انفرادی
2002 Passing/Posing at the Rhona Hoffman Gallery, Chicago, IL[54]
2003 Pictures at an Exhibition at Roberts & Tilton, Los Angeles, CA[54]
2003 Faux/Real at Deitch Projects, New York, NY[54]
2004 Easter Realness at Rhona Hoffman Gallery, Chicago, IL[54]
2004 Passing/Posing The Paintings of Kehinde Wiley at The Brooklyn Museum of Art, Brooklyn, NY, catalogue[54]
2005 Bound - Kehinde Wiley Paintings at Franklin Art Works, Minneapolis, MN[54]
2005 White at the Conner Contemporary, Washington, D.C.[54]
2005 Rumors of War at Deitch Projects, New York, NY[54]
2006: Kehinde Wiley: Columbus at the Columbus Museum of Art, Columbus, OH
2006: Willem van Heythuysen at the Virginia Museum of Fine Arts, Richmond, VA
2007: Kehinde Wiley: The World Stage—China at the John Michael Kohler Arts Center, Sheboygan, WI
2008: Three Wise Men Greeting Entry Into Lagos at (PAFA) Pennsylvania Academy Of Fine Arts, Philadelphia, PA
2009: The World Stage: Africa at ArtSpace, San Antonio, TX
2009: Black Light at Deitch Projects, New York City
2010: Legends of Unity | World Cup 2010 | PUMA, several locations worldwide
2011: Kehinde Wiley: Selected Works at the Savannah College of Art and Design (SCAD) Museum of Art, Savannah, GA
2012: Kehinde Wiley/ The World Stage: Israel at The Jewish Museum, New York City[55]
2011–13: The World Stage: Israel at Roberts & Tilton, Culver City, CA; traveled to Jewish Museum (New York) (2012); the Contemporary Jewish Museum, San Francisco, CA (2013); Boise Art Museum, Boise, ID (2013)
2013: Kehinde Wiley: Memling at Phoenix Art Museum, Phoenix, AZ
2015–17: Kehinde Wiley: A New Republic[56] at the Brooklyn Museum (2015), Brooklyn, NY; traveled to Modern Art Museum of Fort Worth, Fort Worth, TX (2016); Virginia Museum of Fine Arts, Richmond, VA (2016); Seattle Art Museum, Seattle, WA (2016); Phoenix Art Museum, Phoenix, AZ (2016); Toledo Museum of Art, Toledo, OH (2017), Oklahoma City Museum of Art (2017)[57]
2018 October 19 - February 10, 2019: Kehinde Wiley at St. Louis Museum of Art, St. Louis, MO.
مجموعه ها
Brooklyn Museum in Brooklyn, New York
Columbus Museum of Art in Columbus, Ohio
Crocker Art Museum in Sacramento, California
Detroit Institute of Arts (DIA) in Detroit, Michigan
Hammer Museum, in Los Angeles, California
Harn Museum of Art in Gainesville, Florida
High Museum of Art in Atlanta, Georgia
Jewish Museum in New York City[59]
Los Angeles County Museum of Art in Los Angeles, California
Milwaukee Art Museum in Milwaukee, Wisconsin
Minneapolis Institute of Art in Minneapolis, Minnesota
Mint Museum in Charlotte, North Carolina
Museum of Fine Arts in Boston, Massachusetts
Museum of Fine Arts in St. Petersburg, Florida
Nasher Museum of Art in Durham, North Carolina
Nelson-Atkins Museum of Art in Kansas City, Missouri
Nerman Museum of Contemporary Art in Overland Park, Kansas
North Carolina Museum of Art in Raleigh, North Carolina
Oak Park Public Library in Oak Park, Illinois
Philbrook Museum of Art in Tulsa, OK
Phoenix Art Museum in Phoenix, Arizona
San Antonio Museum of Art in San Antonio, Texas
Smithsonian's National Portrait Gallery in Washington D.C.
Studio Museum in Harlem in New York City
Toledo Museum of Art in Toledo, Ohio
Virginia Museum of Fine Arts in Richmond, Virginia
Wadsworth Atheneum in Hartford, Connecticut
Walker Art Center in Minneapolis, Minnesota
Gibbes Museum of Art in Charleston, SC